# Kleinstelzendorf
Kleinstelzendorf ist ein Dorf in Niederösterreich und eine Ortschaft sowie Katastralgemeinde der Stadtgemeinde Hollabrunn im gleichnamigen Bezirk Hollabrunn.

## Geographie
Das Dorf liegt westlich von Hollabrunn. Nachbarorte von Puch in der Stadtgemeinde Hollabrunn ist Groß sowie in der Marktgemeinde Ziersdorf Fahndorf und in der Marktgemeinde Sitzendorf Frauendorf an der Schmida.
|                           |                                             |                |
| Frauendorf an der Schmida | Kompassrose, die auf Nachbargemeinden zeigt | Groß           |
|                           | Fahndorf                                    | Oberfellabrunn |

## Geschichte
Die erste bekannte urkundliche Erwähnung ist im Zehentverzeichnis des Stifts Göttweig in dem 1354 ein Ort Steltzendorf genannt wird.
Zum 1. Jänner 1972 erfolgte die Eingliederung der Gemeinde Kleinstelzendorf als Katastralgemeinde in die Stadtgemeinde Hollabrunn.

## Politik

### Bürgermeister der ehemaligen Gemeinde Kleinstelzendorf
- 1964–1968 Friedrich Fischer
- 1968–1971 Josef Haidl

### Ortsvorsteher der Katastralgemeinde Kleinstelzendorf
- 1972–1975 Josef Haidl
- 1975–1995 Friedrich Fischer
- seit 1995 Josef Kührer

## Sehenswertes
- Ortskapelle Kleinstelzendorf